# Борислав (имя)
Борисла́в — мужское имя славянского происхождения. Предполагается, что имя Борис может являться сокращённой формой этого имени, хотя это спорно в связи с невозможным отрывом единственного звука с от слав.
Является двухосновным именем, где первая часть это глагол бороться, а вторая — имя существительное слава. Значение имени имеет пожелание и идею «бороться за славу». Впервые имя фиксируется в новгородской грамоте 309, которая датируется последней третью 13 века.

## Именины
У имени Борислав нет своих именин. Именины празднуются с именем Борис.